# Charles Rennie Mackintosh
Vous lisez un « bon article » labellisé en 2019.
Pour les articles homonymes, voir McIntosh et Rennie.
Charles Rennie Mackintosh est un architecte, concepteur et aquarelliste britannique né le 7 juin 1868 à Glasgow en Écosse et mort le 10 décembre 1928 à Londres. Il est le principal représentant de l'école de Glasgow, courant issu du mouvement Arts & Crafts, qui influencera le mouvement Modern Style, pendant anglo-saxon du style Art nouveau.
Il forme un groupe d'artistes connu sous le nom de The Four au sein de l'École d'art de Glasgow. Ce mouvement s'élève contre les dérives de l'industrialisation. À travers ses créations, Mackintosh prône un retour aux lignes médiévales via le style néogothique et l'étude du motif naturel.
En tant qu'architecte, il réalise plusieurs bâtisses remarquables, parmi lesquelles le salon de The Willow Tearooms et la Scotland Street School à Glasgow, ou encore la résidence Hill House à Helensburgh. Il conçoit aussi le nouveau bâtiment de l'École d'art de Glasgow, construit entre 1897 et 1909, avec lequel il gagne une reconnaissance internationale et qui reste dans l’histoire comme son œuvre majeure. Il travaille par ailleurs en duo avec son épouse Margaret MacDonald Mackintosh (1864-1933) pour agencer des intérieurs avec des meubles originaux et des panneaux décoratifs.
Au milieu des années 1920, le couple s'expatrie dans le sud de la France, dans les Pyrénées-Orientales, où Charles Rennie Mackintosh se consacre à la peinture. En 1927, atteint d'un cancer de la langue, il rentre à Londres où il meurt l'année suivante, ruiné et dans l'indifférence générale.

## Biographie

### Les premières années
Charles Rennie Mackintosh naît le 7 juin 1868 au 70 Parson Street à Glasgow. Il est le quatrième d'une famille de onze enfants et le second fils de William Mackintosh, commissaire à la Police de Glasgow et de son épouse, Margaret Rennie. Il passe son enfance dans sa ville natale, notamment dans l'East End puis dans le faubourg de Dennistoun. 
Mackintosh est né avec une malformation congénitale au pied qui le fait boiter. Un refroidissement musculaire consécutif à un match de football cause l'affaissement de sa paupière droite. En dépit de sa santé fragile, il cultive sa curiosité alimentée par de longues promenades dans la campagne écossaise d'où il tire de nombreux croquis. Mackintosh souhaite devenir architecte,. 
En 1886, il est apprenti auprès de l'architecte John Hutchinson. Il suit des cours du soir à la Glasgow School of Art (« École d'art de Glasgow »). Excellent élève, il rafle deux prix lors de concours organisés par l'institution. À la fin de son apprentissage chez John Hutchinson, il rejoint le cabinet d'architectes Honeyman & Keppie en 1889. Dessinateur, il se rend rapidement indispensable ; il est associé en 1904 ; il travaille à d’importants projets tels les bureaux d'un des journaux de Glasgow, The Herald, communément appelé The Lighthouse. Dans ce projet mené de 1893 à 1895, il définit les contours de son style d'inspiration Arts & Crafts, c'est-à-dire sobre.
En 1891, il remporte la bourse d'études « Alexander-Thomson » et fait un tour d'Europe pour étudier l'architecture antique,.

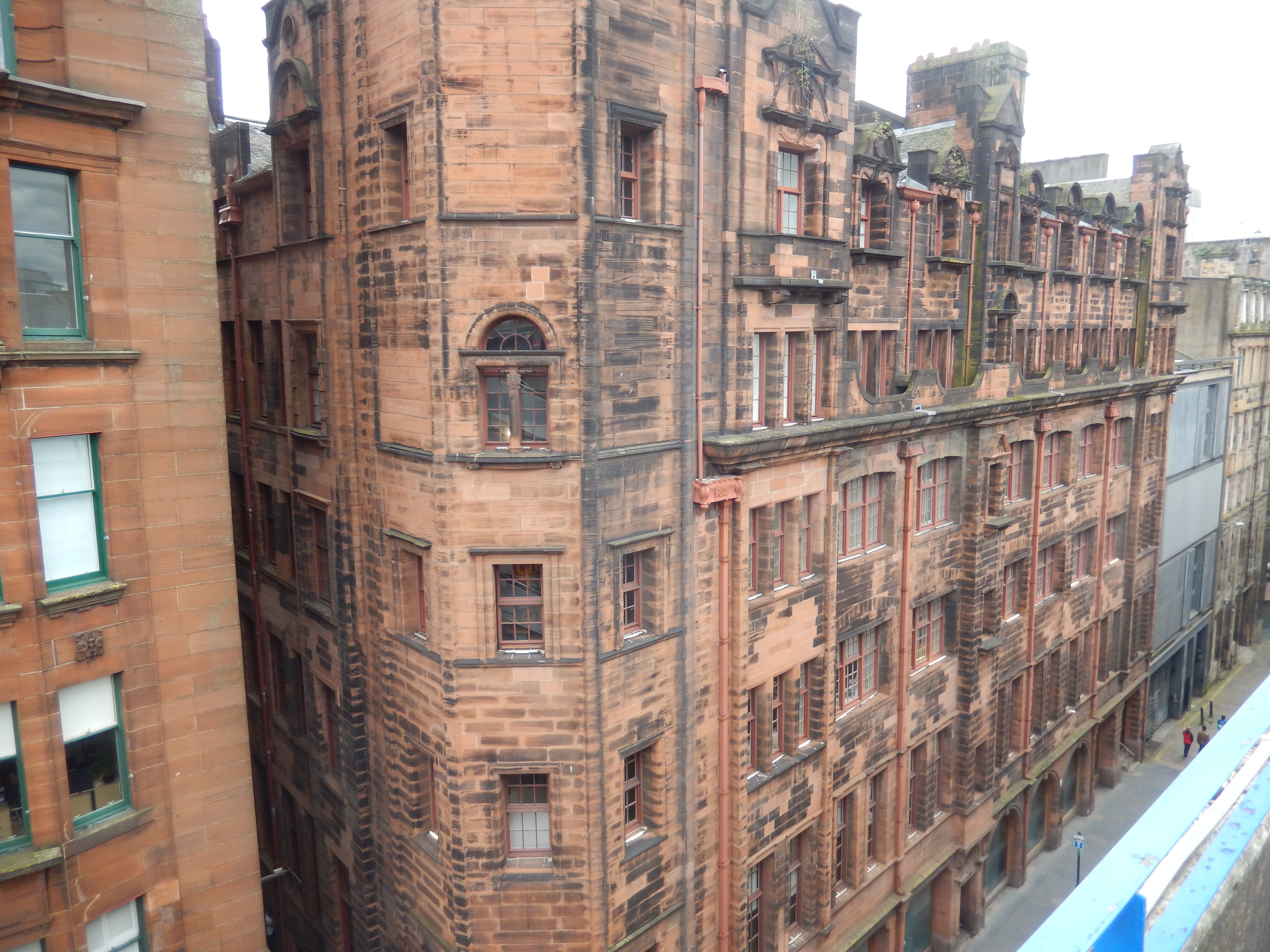
The Lighthouse, anciens bureaux du Glasgow Herald.
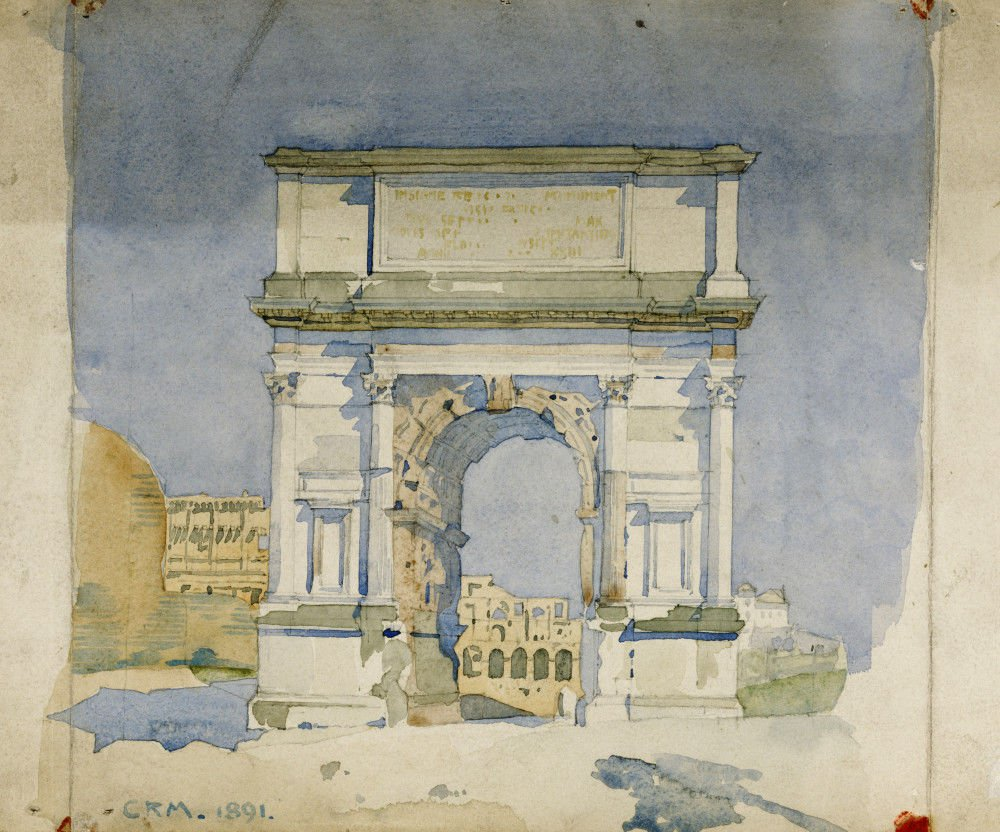
L'arc de Titus à Rome peint par Mackintosh lors de son tour d'Europe.

### Le style Glasgow

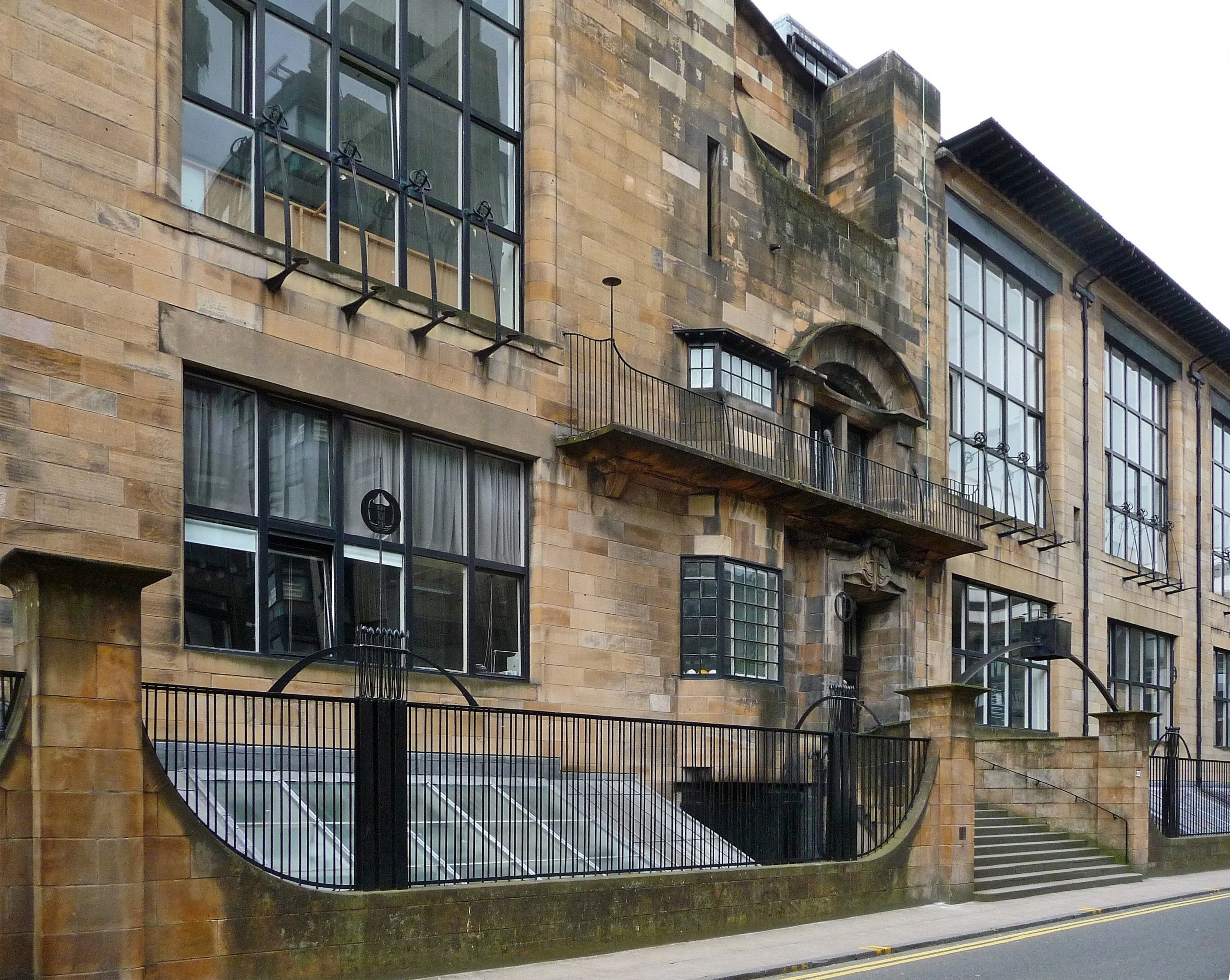
Entrée principale de l'École d'art de Glasgow.

À l'École d'art de Glasgow, Charles Mackintosh intègre le groupe des Glasgow Boys, des étudiants qui participent à des expositions. En Écosse leurs œuvres sont accueillies plutôt fraîchement. Les critiques leur valent le surnom de « The Spook School » (littéralement, « L'École des bizarreries »). En 1890, ils exposent à Londres à la galerie Grosvenor et l'accueil y est plus favorable. S'ensuit l'exposition à la Sécession de Munich de 1892, où leurs créations avant-gardistes séduisent les Allemands. Durant cette période, Mackintosh se lie d'amitié avec James Herbert MacNair, l'un des Glasgow Boys. Il fait aussi la connaissance de Margaret MacDonald et de sa sœur Frances MacDonald. Mackintosh, MacNair et les sœurs MacDonald sont connus sous le nom « The Four » (Les Quatre). Ils réalisent une série d'expositions : à Liège pour leur première exposition en commun en 1895, à Glasgow ou encore à Londres lors de l'Arts & Crafts Society en 1896. En 1899, MacNair se marie avec Frances MacDonald.

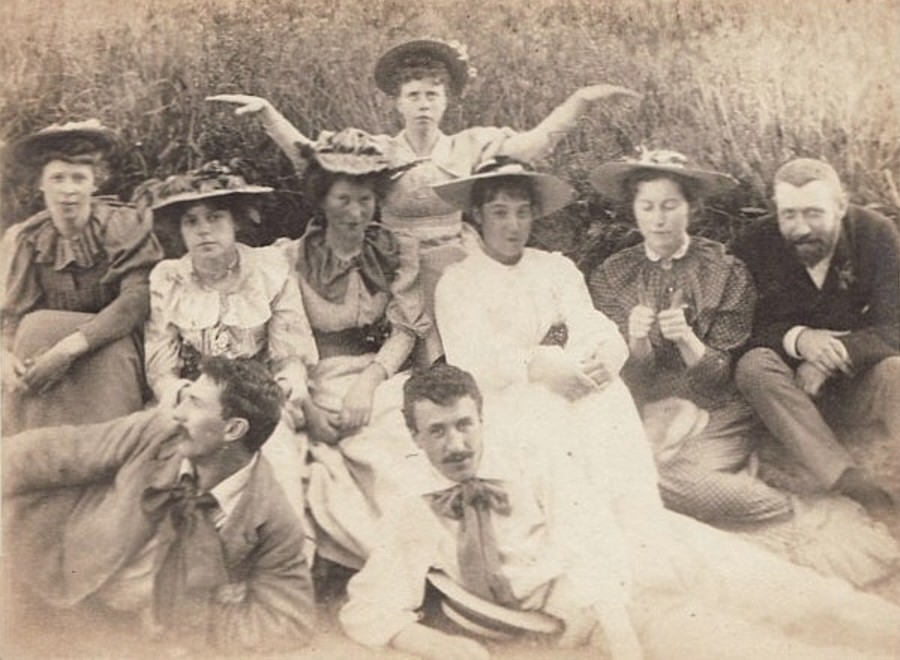
– En haut : Frances MacDonald
– au milieu à gauche : Margaret MacDonald
– au premier rang, de gauche à droite : James Herbert MacNair, Charles Rennie Mackintosh.

En 1900, les quatre artistes sont invités à Vienne pour l'exposition de la Sécession viennoise. Ils y exposent divers éléments d'architecture d'intérieur : meubles, textiles et panneaux peints. Cet événement contribue à établir définitivement la réputation de Mackintosh et ses partenaires. De grands noms acclament le style « Glasgow School », comme l'architecte allemand Hermann Muthesius qui devient l'un des plus fervents supporteurs de Mackintosh. Les sécessionnistes Josef Hoffmann et Gustav Klimt assumeront l'influence du groupe des Quatre sur leurs créations futures. 
Grâce à ce succès, Charles Mackintosh décroche des contrats d'architecture d'intérieur auprès de clients autrichiens et allemands. Fritz Wärndorfer, grand mécène de la Wiener Werkstätte, guilde d'artisans issue du courant sécessionniste, de passage à Glasgow pour affaires, rencontre certains représentants de la Glasgow School dont les époux Mackintosh sur les conseils d'Hoffmann. Il leur commande un salon de musique pour sa maison viennoise. Charles aménage le lieu avec du mobilier de sa création. Cette salle de musique a la particularité d'être toute blanche avec quelques touches de lilas et de rose. En 1906 Margaret conçoit le chef-d'œuvre de la pièce, un triptyque de panneaux en gesso titré the Seven Princesses. L'endroit fait sensation. Le critique Ludwig Hevesi note que le salon est « un lieu de délices spirituels ».

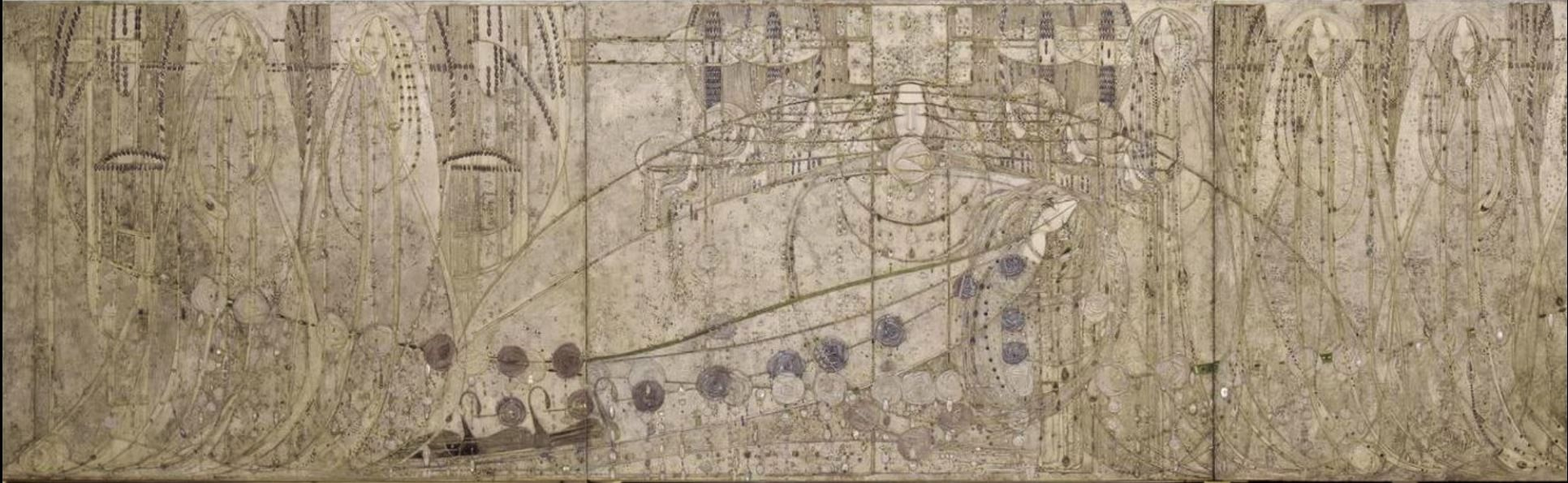
Seven Princesses, le triptyque peint par Margaret pour le salon de musique de Fritz Wärndorfer.

Le 14 juin 1900, Charles Mackintosh épouse Margaret MacDonald à Dumbarton, près de Glasgow. Depuis les débuts de leur collaboration, la plus grande partie de son travail mélange son style propre à celui de sa femme, plus souple et floral, rehaussant ainsi son travail plus formel et rectiligne. Comme son contemporain, Frank Lloyd Wright, les projets architecturaux de Mackintosh comportent souvent des indications importantes concernant les détails de la décoration et du mobilier de ses immeubles. Mackintosh développe progressivement un nouveau style, s'éloignant des influences Arts & Crafts. Ainsi ses créations se tournent vers la nature et ses motifs floraux avec des courbes douces, comme le motif dit de la « rose Mackintosh », auxquels s'intègrent des références à l'architecture écossaise traditionnelle.

### Les grands projets architecturaux
Parallèlement à ses expositions européennes et les commandes qui en découlent, Charles Rennie Mackintosh continue d'exercer son métier d'architecte. Il exécute des projets architecturaux sous la houlette de Honeyman & Keppie. À partir de 1896, il peut exploiter pleinement sa créativité qui s'exprime dans des projets comme la construction de la nouvelle école d'art de Glasgow et les salons de thé de Catherine Cranston. 

#### Les salons de thé de Miss Cranston
En 1896, il fait la connaissance de Miss Cranston, nom sous lequel cette femme d'affaires glaswégienne est connue. Elle est une militante des ligues de tempérance contre l'alcool. Dans cette optique elle souhaite ouvrir de nombreux salons de thé. Mackintosh est engagé pour concevoir les muraux de son nouveau salon de thé rue Buchananan. Le bâtiment accueillant le commerce est réhabilité par George Washington Browne. Mackintosh réalise les frises au pochoir dans le salon de thé des dames, la salle à manger et le fumoir. La réalisation de l'agencement intérieur et le mobilier sont attribués à George Henry Walton. Pour le salon de thé d'Argyle Street, les rôles sont inversés : Mackintosh conçoit les meubles et les intérieurs, et Walton s'occupe des muraux. Il réalise des fauteuils à dossier haut pour isoler les clients et créer des séparations dans l'espace. En 1900, Miss Cranston lui demande de réaménager une pièce de son salon d'Ingram Street.

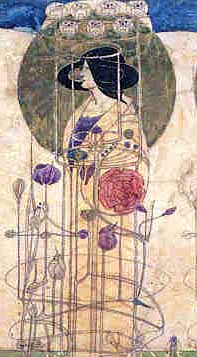
Décor mural pour le salon de thé de la rue Buchananan.
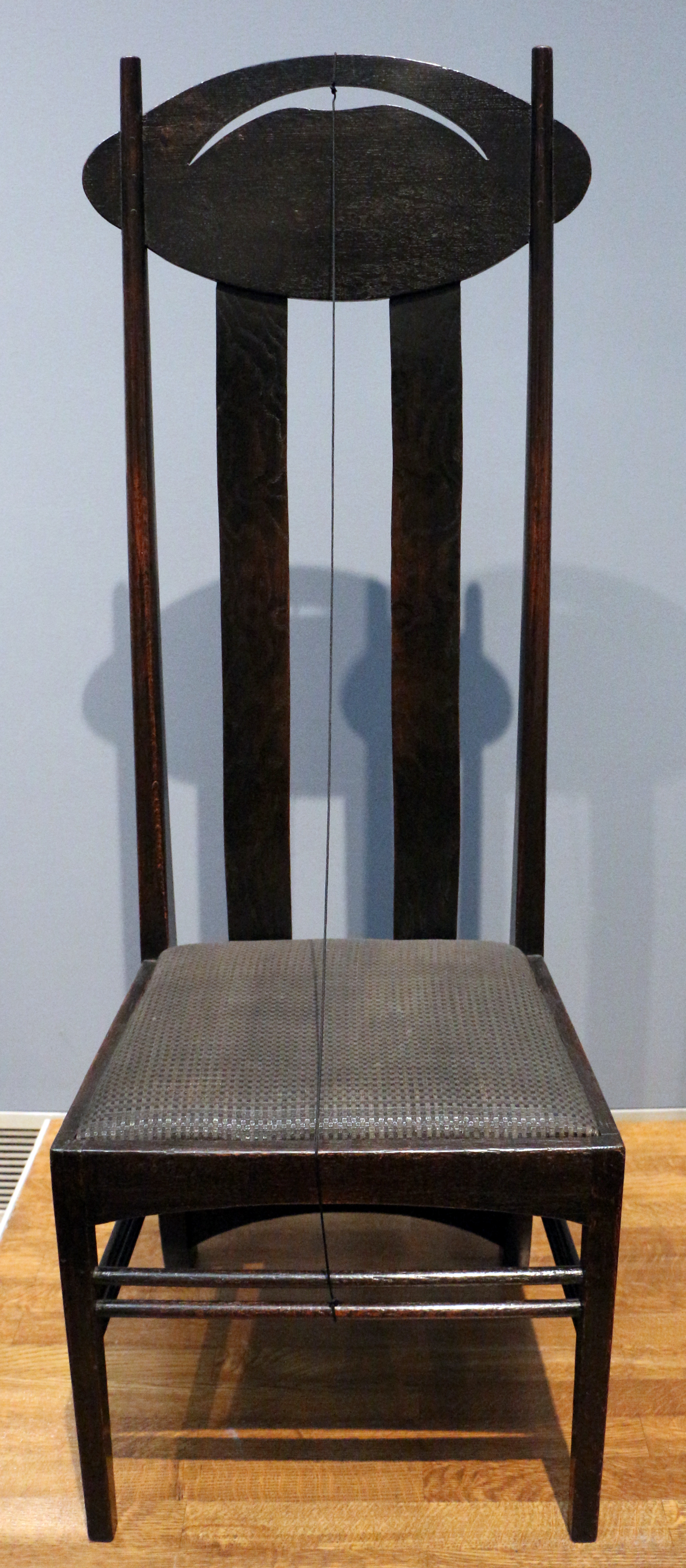
Chaise pour le salon de thé d'Argyle Street.

En 1903 il commence le Willow Tearooms. Il est seul responsable du projet et Catherine Cranston lui laisse une très grande liberté créative. Charles Rennie Mackintosh redessine la façade extérieure en une composition asymétrique, modelée par des courbes peu profondes sur certaines parties. Il y crée aussi des renfoncements à profondeurs variables pour les fenêtres et l'entrée principale. La composition est en harmonie avec les bâtiments voisins en s'adaptant aux lignes des corniches, tout en explorant les idées émergentes de l'Art nouveau et du mouvement moderne. L'intérieur est entièrement créé par Charles et Margaret : sols, tapis, meubles, panneaux décoratifs, luminaires, etc.. La pièce majeure du projet est le « room de luxe » pour la richesse de ses décorations et son mobilier blanc. Ce salon de thé incorpore bon nombre des idées que Mackintosh et Macdonald ont déjà appliquées dans la conception d'autres projets, y compris l'utilisation de matériaux foncés et clairs pour donner aux différentes pièces un caractère plus masculin ou féminin.

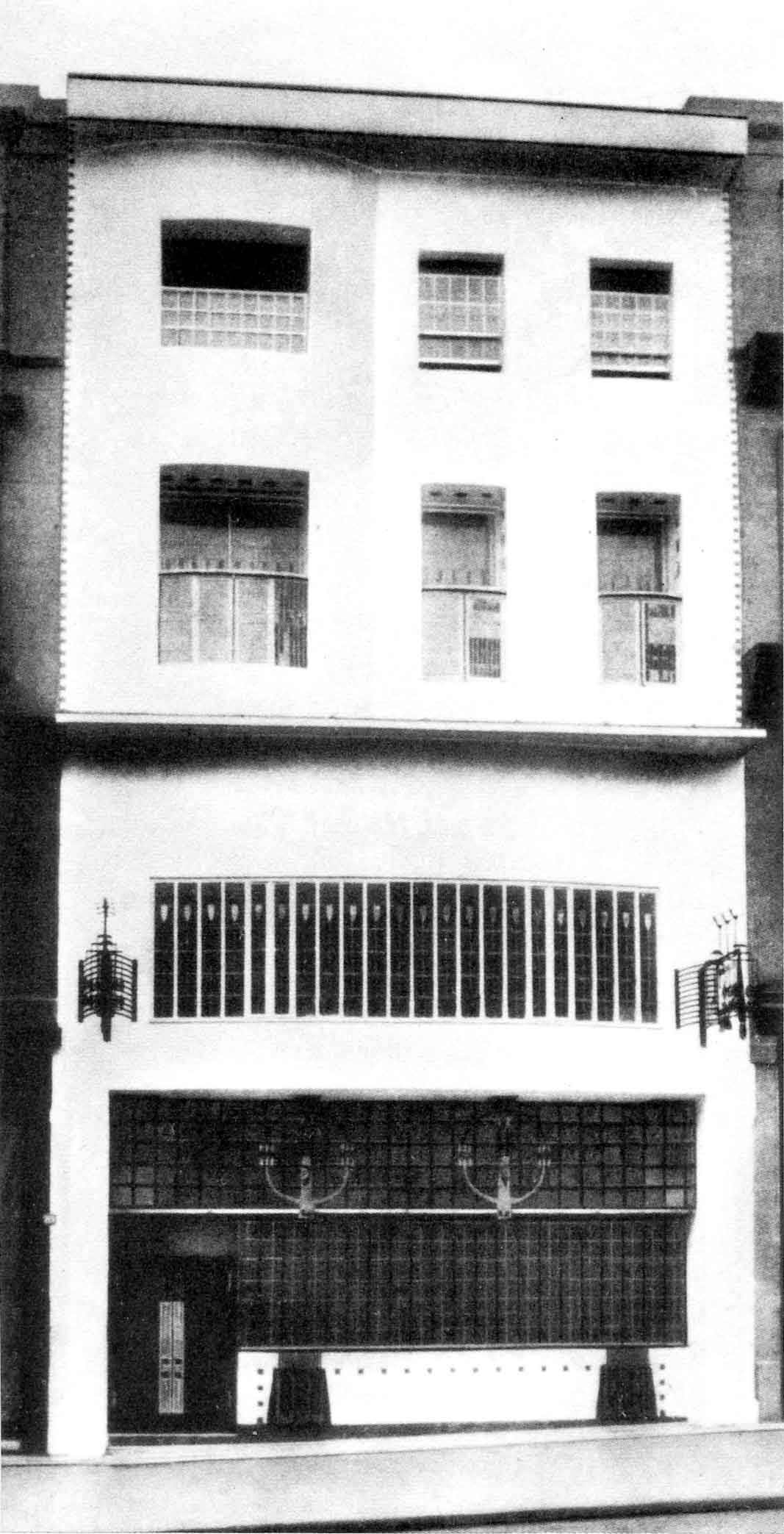
Façade d'époque du Willow Tearooms.
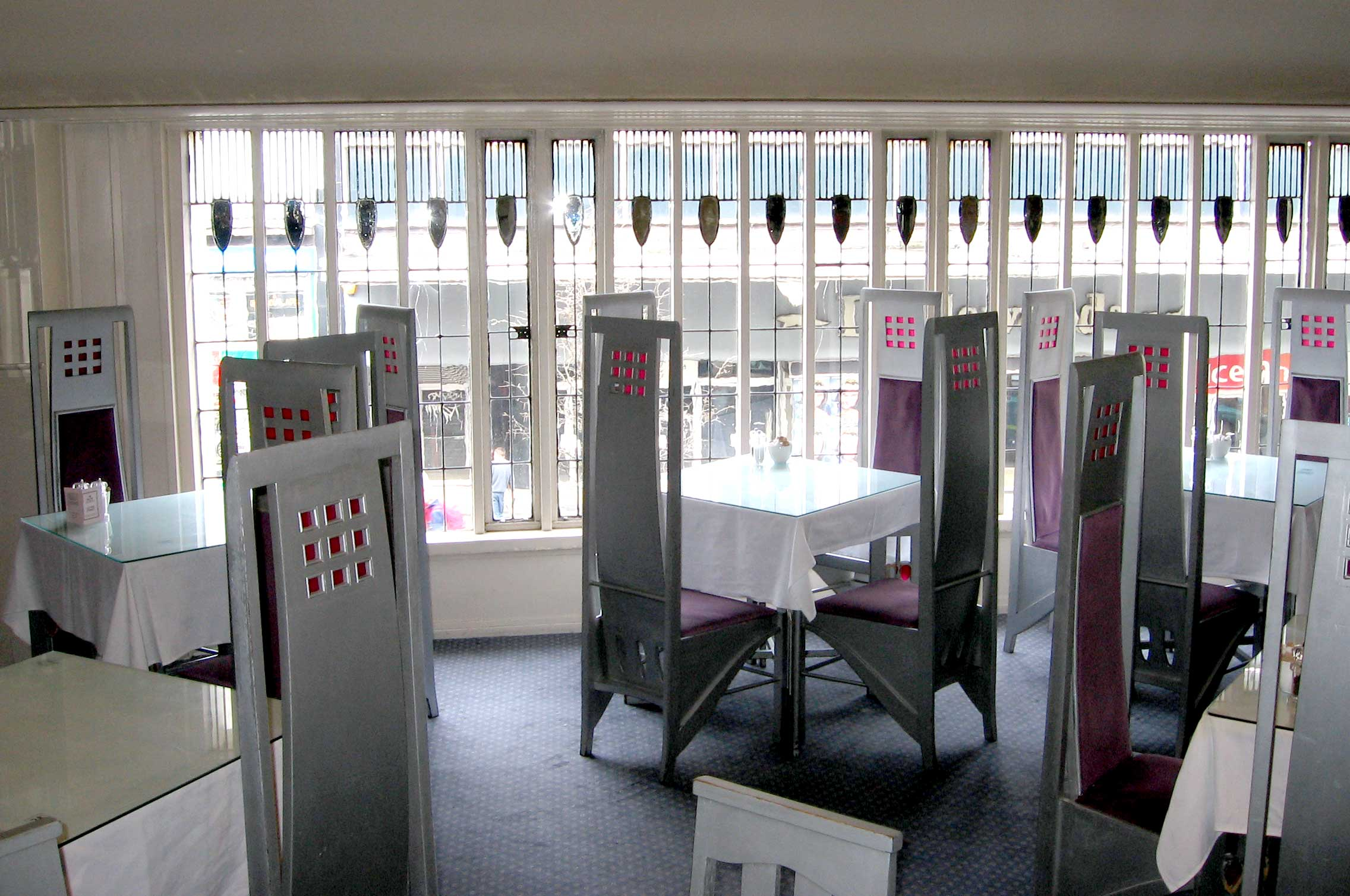
Intérieur reconstitué du « room de luxe » du Willow Tearooms.
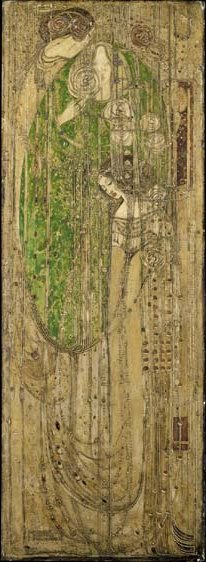
Panneau gesso de Margaret Mackintosh pour le Willow Tearooms.

#### La Glasgow School of Art

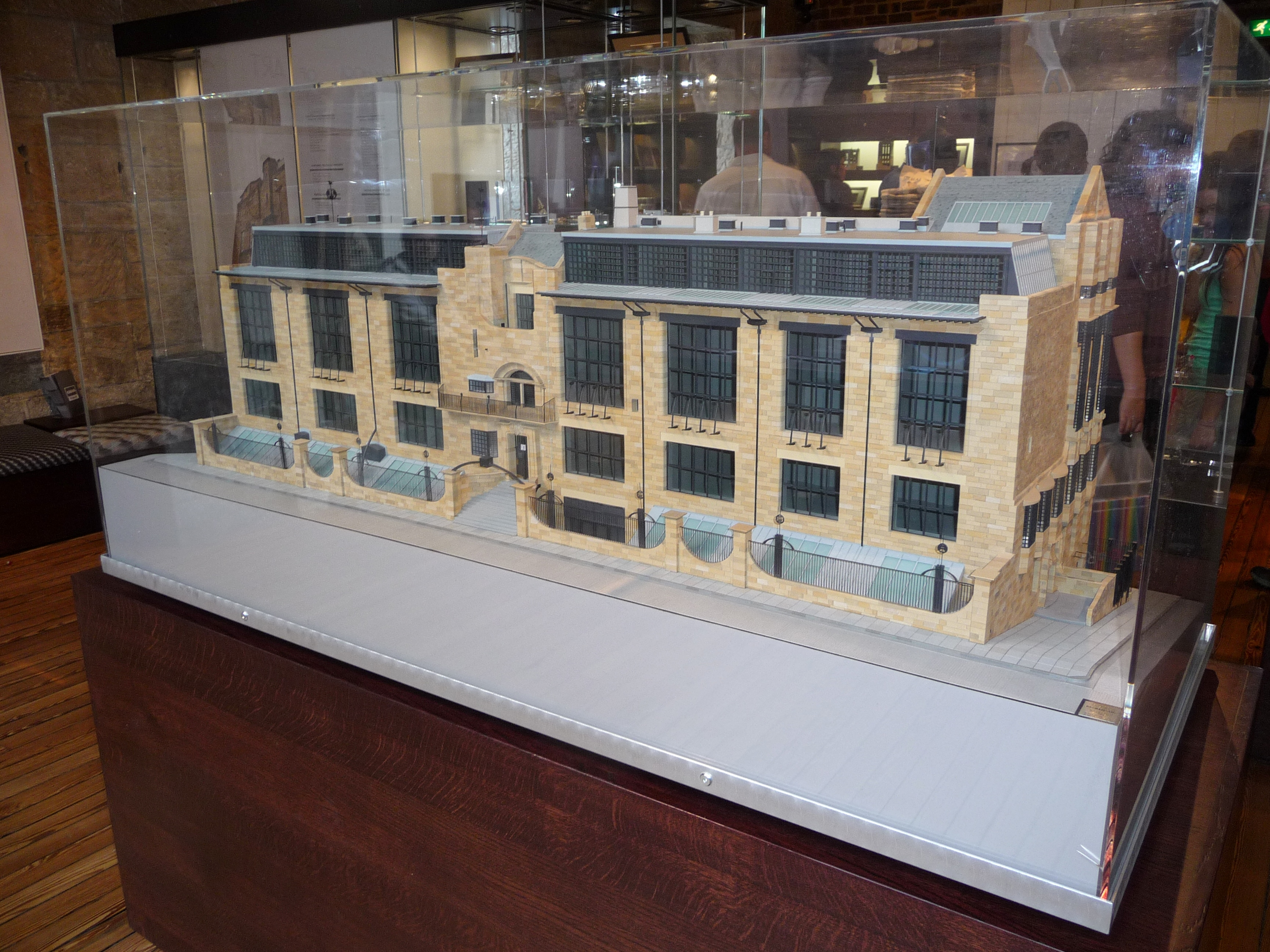
Maquette de la Glasgow School of Art avec vue de la façade nord.

En 1897, Charles Rennie Mackintosh débute la construction de la Glasgow School of Art. Tout commence l'année précédente quand son directeur, Francis H. Newbery, lève des fonds pour une nouvelle école,. Il en résulte un concours auquel répondent douze agences d'architectes glaswégiennes. Mackintosh propose son projet via l'agence Honeyman & Keppie. Il est choisi le 13 janvier 1897 par le conseil d'administration de l'école. Newbery, connaissant Mackintosh en tant qu'élève, a fortement pesé dans la décision finale. Les travaux de la première tranche, l'aile est et l'entrée asymétrique, durent deux ans. L'école, partiellement construite, est inaugurée le 20 décembre 1899. La suite prend du retard, le budget original est largement dépassé. Après révision des plans, l'aile ouest est réalisée entre 1907 et 1909. Inauguré dans sa version finale le 15 décembre 1909, le bâtiment détonne. Il incorpore toutes les influences de Mackintosh, l'Arts & Crafts, le Modern style, le Scottish baronial sans oublier les innovations techniques avec notamment les baies vitrées monumentales qui ornent la façade nord de l'édifice. L’édifice est considéré par beaucoup de critiques modernes comme son chef-d’œuvre.

#### Hill House

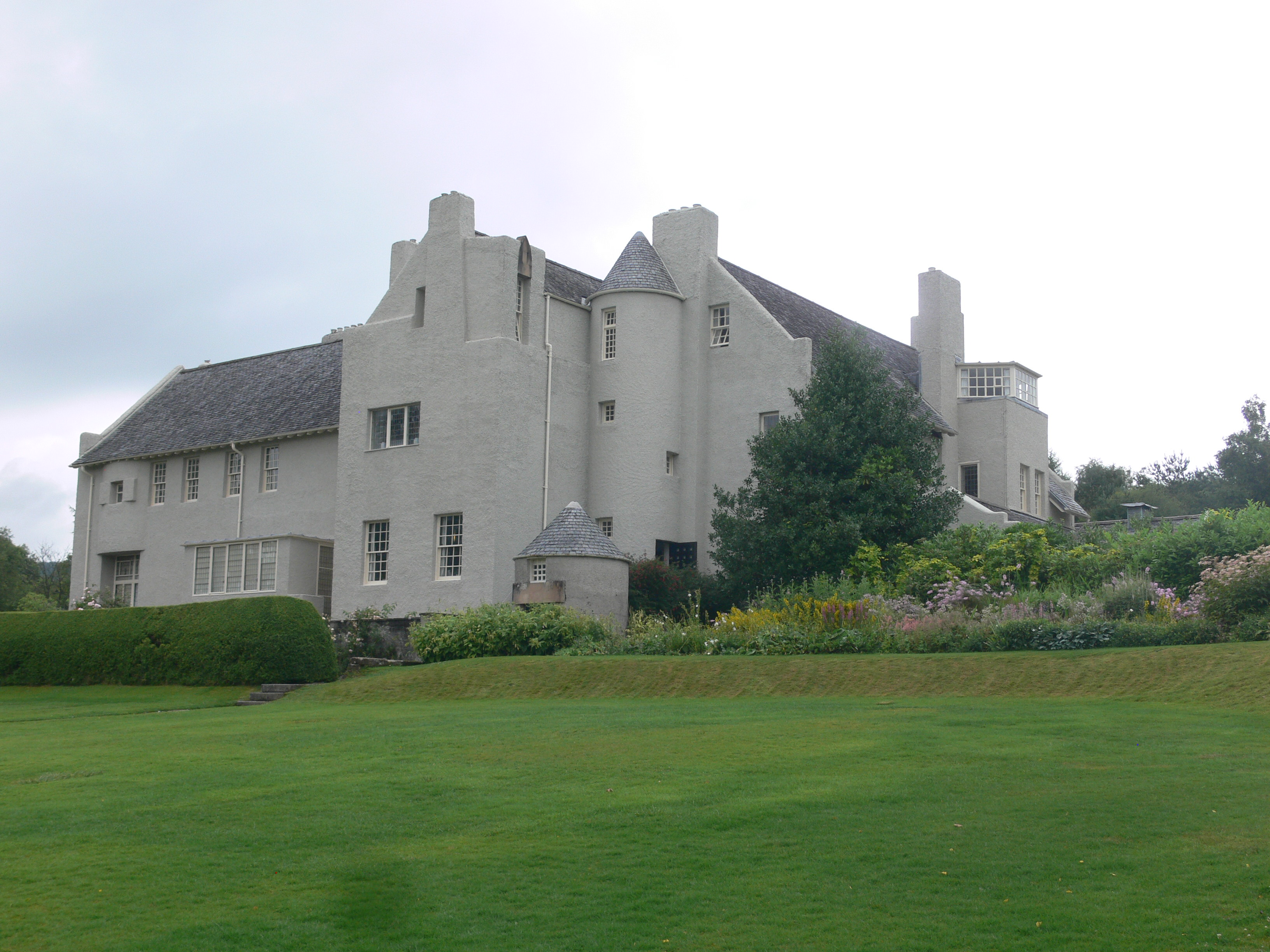
La villa Hill House à Helensburgh.

L'éditeur glaswégien Walter Blackie et sa femme visitent Windy Hill, la première réalisation d'habitation de Charles Rennie Mackintosh. Conquis par la créativité de l'architecte, le couple lui confie la conception de sa future villa à Helensburgh dans la région d'Argyll and Bute. Le design de la villa est largement inspiré de la « Maison pour un amateur d'art » de 1901. Dans un style plus local que celui de la Maison, les inspirations du concepteur sont : le Scottish baronial et l'Arts & Crafts. Charles Mackintosh supervise la construction de l’édifice de 1902 à 1903.

#### Scotland Street School

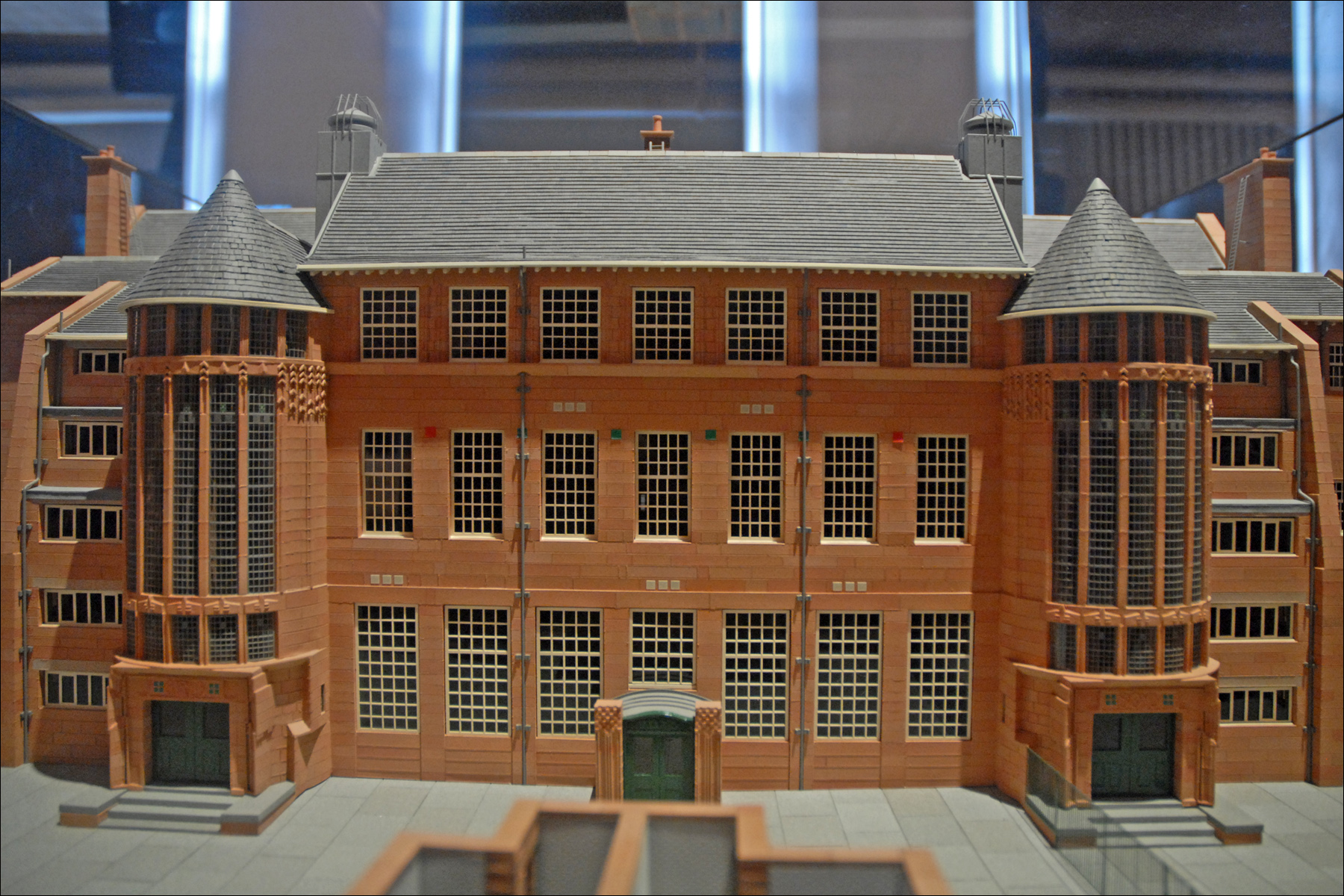
Maquette de la Scotland Street School.

En 1903, Charles Rennie Mackintosh est commis pour la construction de la Scotland Street School, une école située dans le district de Kingston à Glasgow. Le cahier des charges est strict, l'architecte doit concevoir cet établissement comprenant 21 classes destinées à l’accueil de 1 250 élèves pour un budget de 15 000 livres sterling. Le bâtiment mêle le style Scottish baronial à des éléments modernes. Pour les volumes, Mackintosh s’inspire des châteaux médiévaux de Rowallan dans l'East Ayrshire et du palais de Falkland. Le bâtiment comporte d’immenses fenêtres sur sa façade et ses deux tours escaliers. Ces fenêtres monumentales seront reprises par les architectes du mouvement moderne allemand pour leurs bâtiments industriels pendant la décennie suivante,. Le financement occasionne des tensions régulières entre Mackintosh et le conseil d’administration. Le coût total de l'école inaugurée en 1906 atteint finalement 34 291 livres, ce qui dépasse largement le budget prévu.

#### Expositions et concours
Au début du XXe siècle, Mackintosh participe à un bon nombre d’expositions et de concours. 

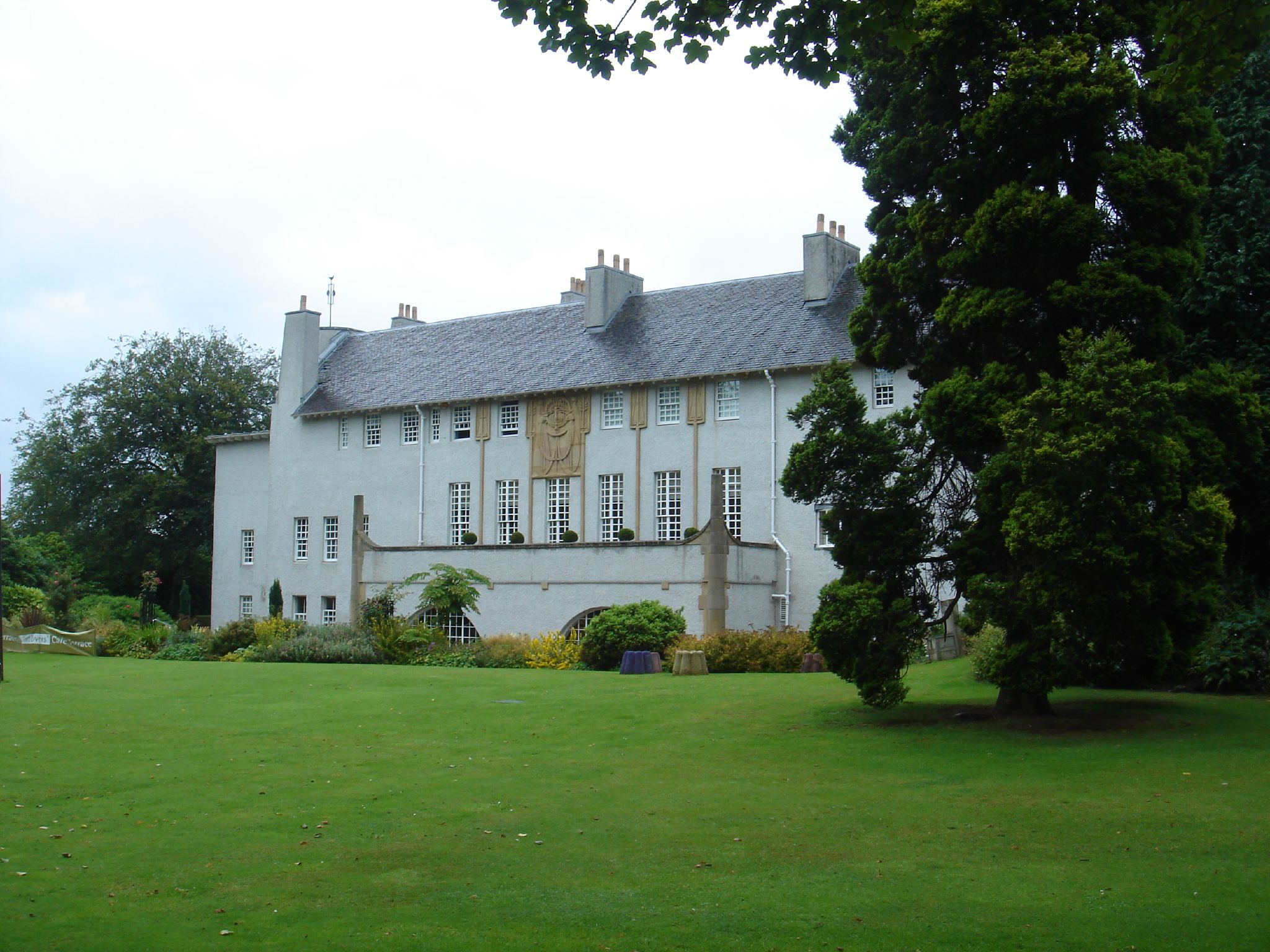
House for an Art Lover à Glasgow.

En 1901, un concours est organisé par le Zeitschrift für Innendekoration, un magazine de décoration d'intérieur allemand. Charles Rennie Mackintosh participe mais à cause d'un retard pour soumettre certains plans requis, est mis hors-concours
. Néanmoins son étude décroche une mention spéciale car considérée comme l'une des meilleures propositions. Hermann Muthesius, l'architecte et futur fondateur du mouvement Deutscher Werkbund, déclare à propos de ce projet : « L'architecture extérieure du bâtiment est d'une très grande originalité et foncièrement novatrice. On n'y trouvera aucune trace des formes conventionnelles de l'architecture, auxquelles l'artiste reste totalement indifférent ». Restée à l'état de projet pendant des décennies, la bâtisse sort de terre dans le parc Bellahouston à Glasgow au début des années 1990 suivant les plans originaux de Mackintosh grâce à Graham Roxburgh,.

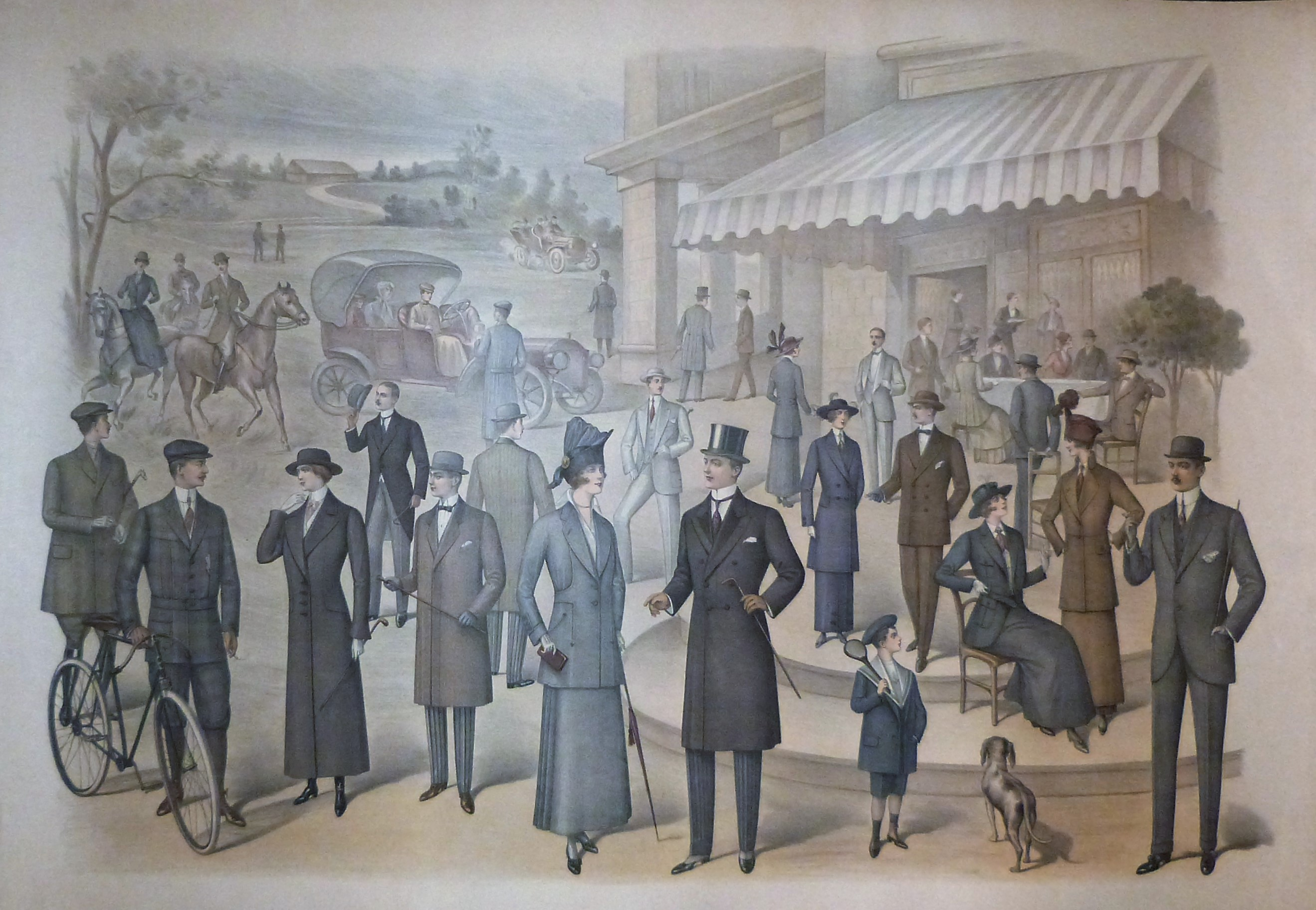
La première exposition internationale d'art décoratif moderne, tableau peint par Vittorio Raffignone.

En 1902, Mackintosh et sa femme participent à la première exposition internationale d'art décoratif moderne de Turin invités par Newbery pour représenter l’école d’art de Glasgow. Y sont présents également Frances MacDonald et James Herbert MacNair. En 1903, il expose à Moscou et Dresde. Il y présente une chambre à coucher, Margaret y contribuant en concevant les textiles. La même année, il participe également à un concours lancé pour la construction de la cathédrale de Liverpool, mais échoue face à Giles Gilbert Scott.

### La fin de la période dorée
Au tournant des années 1910, les affaires de Charles Rennie Mackintosh périclitent. Les commandes se font rares, l'Écosse subit une crise économique. De plus, malgré de bonnes critiques, les Écossais ne goûtent que très peu le style original et avant-gardiste de l'architecte. Il est par ailleurs sujet à des problèmes d'alcool et son fort caractère fait fuir la clientèle de l'agence. En 1913, pour le concours de la Jordanhill School, il propose un projet irréalisable et John Keppie est obligé de soumettre le projet d'un autre collègue. À la suite de cet accroc, furieux, Mackintosh démissionne. 
L'année suivante, les Mackintosh s'installent provisoirement dans le village de Walberswick dans le Suffolk, dans l'Est de l'Angleterre. Charles y peint de nombreux paysages et des études de fleurs (souvent en collaboration avec Margaret, dont Mackintosh adopte de plus en plus le style).

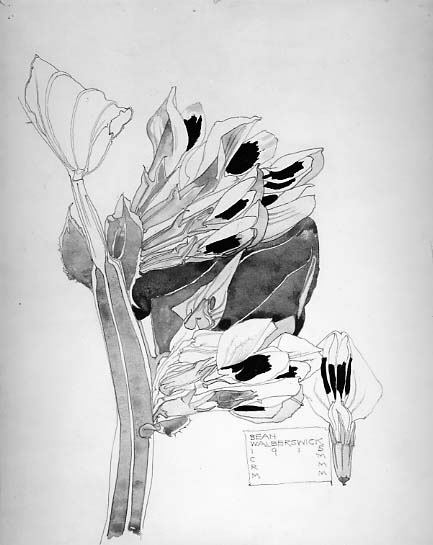
Black Bean, Walberswick, 1915.
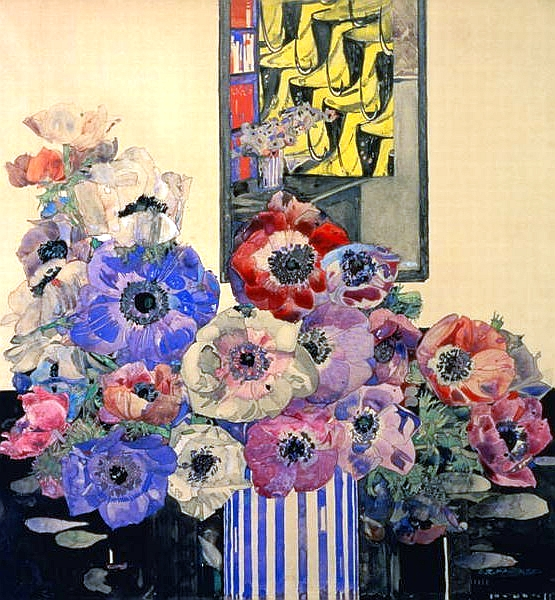
Still Life Of Anemones, 1916.
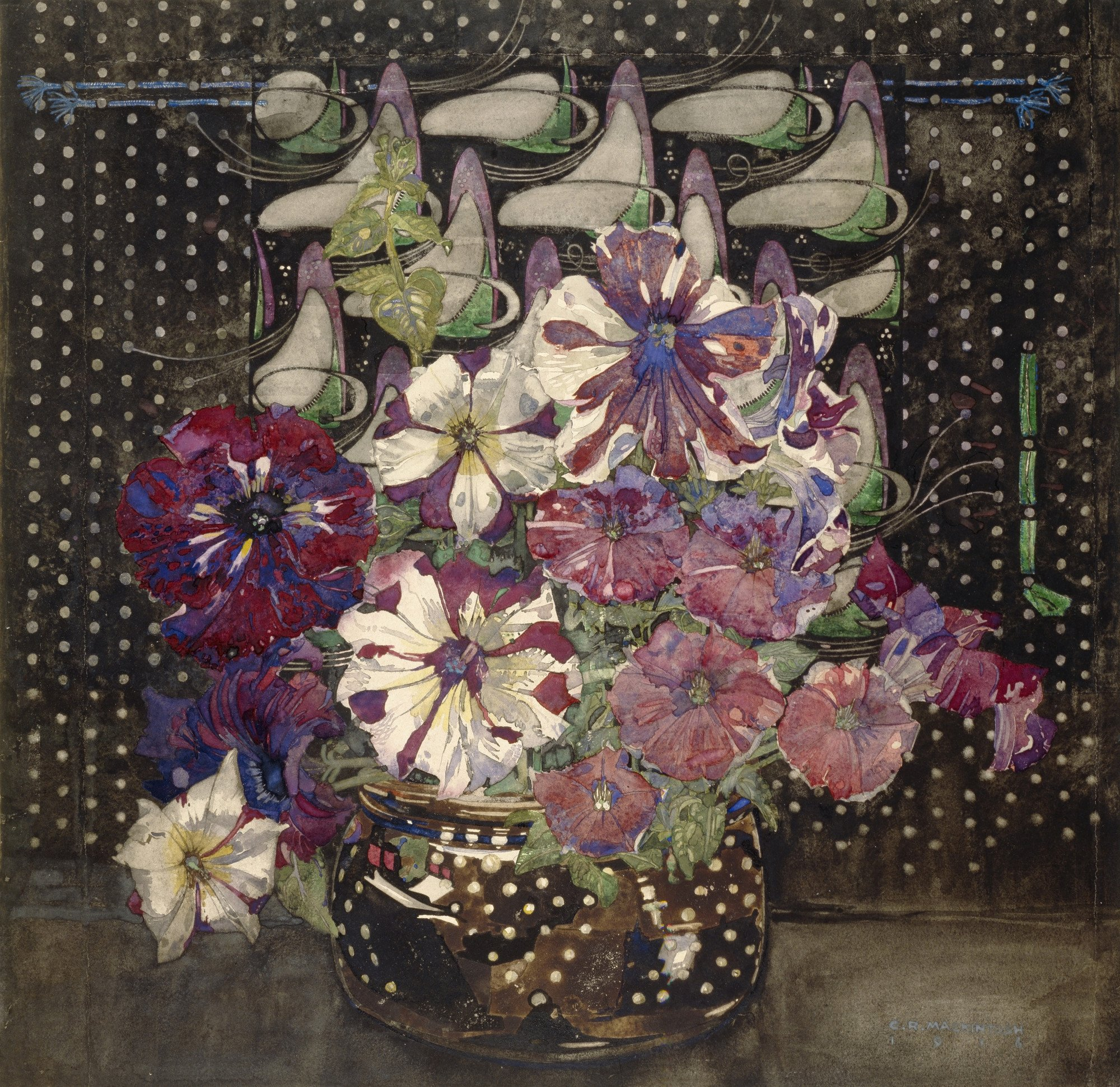
Aquarelle représentant des Petunias, 1916.
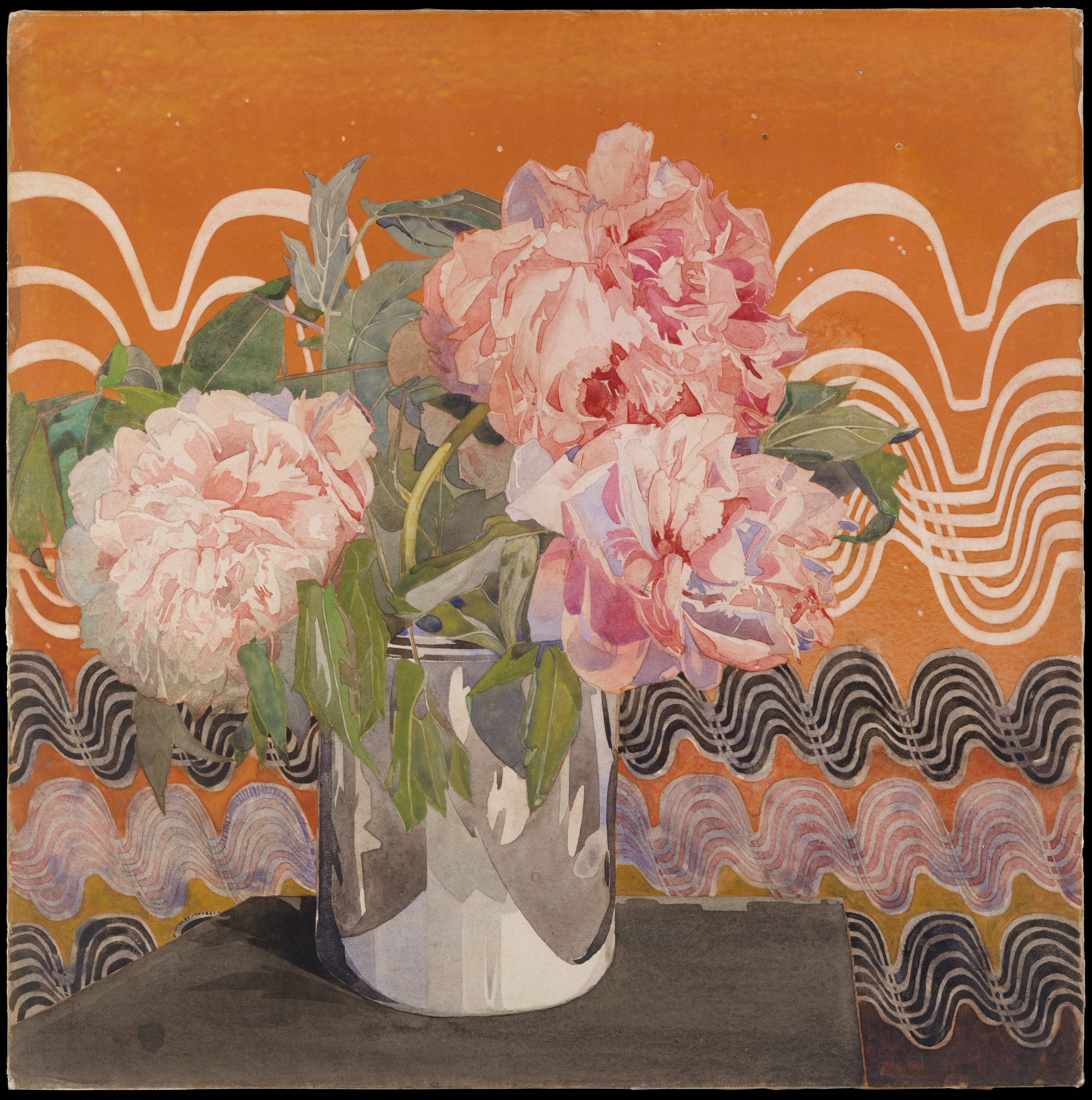
Peonies, aquarelle, vers 1920.

Pendant la Première Guerre mondiale, le gouvernement interdit la construction de maisons. En 1915, Wenman J. Bassett-Lowke achète la maison du 78 Derngate située à Northampton. L’année suivante il charge Mackintosh de la modifier. Les modifications extérieures sont principalement réalisées à l’arrière, avec l’agrandissement du rez-de-chaussée surmonté de balcons pour les chambres situées aux étages, dans un style résolument moderne. À l’intérieur, l’architecte crée un habitat Art déco avant l’heure tant par le mobilier que les motifs muraux géométriques.
À partir de 1915 Charles Rennie Mackintosh est commissionné par deux grands fabricants anglais de textile, Foxton’s et Sefton’s, pour concevoir des dessins d’étoffes. Ces pièces de textiles sont destinées à être produites en série. Dans un premier temps il dessine des motifs répétitifs floraux stylisés puis ses créations toujours inspirées par la nature se font plus abstraites et libres. En 1923 il met un terme à ces collaborations.

### Les dernières années

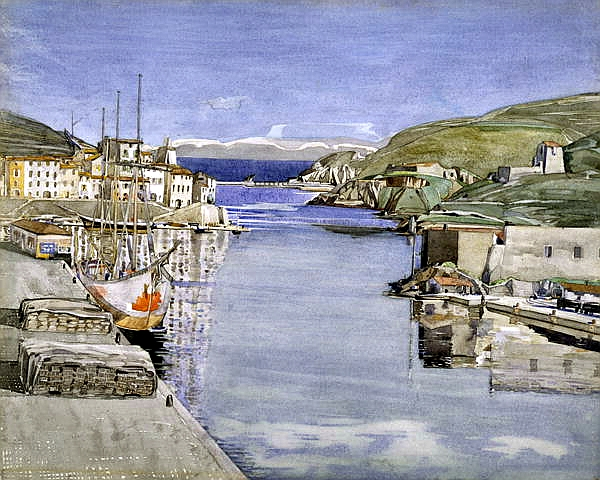
A Southern Port, aquarelle de Mackintosh inspirée de Port-Vendres.

En 1923, Charles Mackintosh ayant hérité de sa mère, le couple décide de quitter l'Angleterre et passe ses vacances dans le Roussillon à Amélie-les-Bains. Ils vivent pendant l'été 1924 à Collioure, et pendant les hivers 1925-1926 et 1926-1927, à l'hôtel Le Commerce, à Port-Vendres. Charles Mackintosh peut se consacrer à ce qu'il considère désormais comme son art principal, la peinture. Il peint à l'aquarelle de nombreux paysages des Pyrénées-Orientales où le couple est installé.
En 1927, il commence à ressentir des gonflements et des cloques à la langue. Les époux Mackintosh repartent pour Londres à l'automne. Après examen, un cancer de la langue lui est décelé. Par manque d'argent, il tarde à se faire hospitaliser. Malgré le traitement au radium, sa santé se dégrade. Il perd progressivement l'usage de la parole. De nouveau hospitalisé, Charles Rennie Mackintosh meurt le 10 décembre 1928 à la clinique du 26 Porchester Square à l'âge de 60 ans. Il est incinéré au crématorium de Golders Green et ses cendres sont dispersées dans les eaux de Port-Vendres par Margaret selon ses dernières volontés,.

## Postérité et analyse de l'œuvre

### Postérité
En 1933, une exposition commémorative lui est consacrée à Glasgow. Le Metropolitan Museum of Art de New York organise une exposition rétrospective des œuvres de Charles Rennie Mackintosh du 21 novembre 1996 au 16 février 1997. L'exposition est accompagnée de conférences et d'un symposium mené par des spécialistes de Mackintosh, dont Pamela Robertson de l’Hunterian Museum and Art Gallery, le galeriste Roger Billcliffe ou encore l'architecte J. Stewart Johnson. Y sont aussi projetés des films documentaires sur Mackintosh. En 2018 l’exposition « Charles Rennie Mackintosh – Making the Glasgow Style » se tient au Kelvingrove Art Gallery and Museum pour le 150e anniversaire de sa naissance. The Lighthouse, centre culturel et musée glaswégien consacré au design et l'architecture, comprend une exposition permanente sur Mackintosh. 

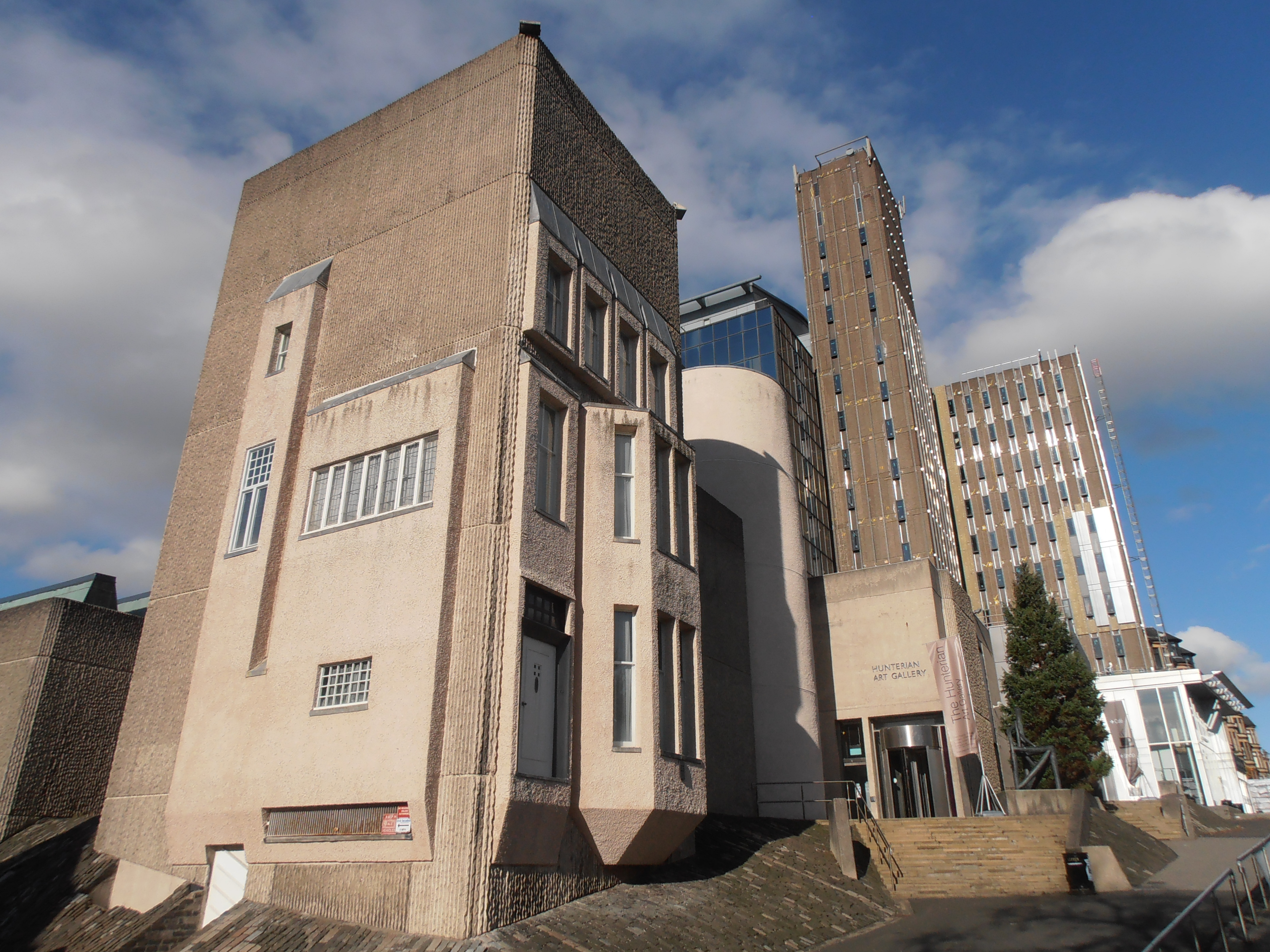
The Mackintosh House intégrée à l'Hunterian Museum and Art Gallery.

Érigée à l’origine au 6 Florentine Terrace, la maison de ville habitée par le couple Mackintosh de 1906 à 1914 est démolie dans les années 1960 à la suite d'un glissement de terrain. La bâtisse est reconstruite cent mètres plus loin dans les années 1980 en mitoyenneté de l’Hunterian Museum and Art Gallery. L’intérieur est meublé avec les créations des Mackintosh selon des photographies d’époque. L’édifice est visitable via le musée. 
La Charles Rennie Mackintosh Society, créée en 1973, tente d’encourager une meilleure connaissance de l'œuvre de Mackintosh et de son importance en tant qu'architecte, artiste, styliste et concepteur. Depuis 1999, son siège se situe dans la Queen's Cross Church de Glasgow construite à la fin du XIXe siècle par Mackintosh.
En France dans le département des Pyrénées-Orientales, où il a vécu une partie de sa vie, des lieux abritent des salles consacrées à l’architecte. Le Centre Mackintosh de Port-Vendres, le château musée de Belesta et le centre museal El Casal d’Amélie-les-Bains-Palalda accueillent chacun une exposition permanente autour des œuvres de Mackintosh. Ces lieux sont gérés par l'association française Charles Rennie Mackintosh en Roussillon.
Charles Rennie Mackintosh est l’un des personnages commémorés sur une série de billets de banque émis par la Clydesdale Bank en 2009, son effigie apparaissant sur un billet de 100 livres. En 2012, l'une des plus importantes collections d'œuvres d'art de Charles Rennie Mackintosh et des Glasgow Four est vendue aux enchères à Édimbourg pour 1,3 million de livres.

### Analyse
Pendant sa vie Charles Rennie Mackintosh touche à de nombreux domaines. À la fois architecte, décorateur, créateur de mobilier, de textiles et de ferronnerie, il acquiert très vite un style unique en combinant les différentes influences qui apparaissent à l’époque. Mackintosh crée une fusion entre les éléments vernaculaires traditionnels et le modernisme. Il crée une rupture avec le style victorien en abandonnant la surabondance des décors.
Bien qu'assez peu populaire dans son Écosse natale, il a connu un relatif succès à l’extérieur du Royaume-Uni. Localement, la personnalité de Mackintosh et les dépassements de budget créent souvent des frictions avec les mécènes et autres conseils d’administration. De plus ses conceptions avant-gardistes ne sont pas toujours comprises du public. Les critiques de son style sont souvent vives. Il faut attendre 1933 pour qu’une rétrospective réhabilite son œuvre dans sa ville natale.
Lors de ses expositions européennes, il a influencé les mouvements architecturaux naissants tels que la Sécession viennoise et le Deutscher Werkbund. Sa créativité y est beaucoup plus reconnue qu’en Écosse et l’écho rencontré est beaucoup plus important. Précurseurs du post-modernisme, certains des principes élaborés par Mackintosh seront repris plus tard par les modernistes européens comme dans des constructions du mouvement Bauhaus.
Charles Rennie Mackintosh est aujourd’hui une attraction importante de la ville de Glasgow. La redécouverte de Mackintosh en tant que figure importante de la ville est favorisée par la désignation de Glasgow comme capitale européenne de la culture en 1990. Grâce à cet événement le travail de Mackintosh est exposé toute une année. Depuis lors, sa popularité est entretenue par de multiples expositions et livres qui illustrent des aspects de sa vie et de son œuvre. Le regain d'intérêt du public a aussi conduit à la rénovation et à l'ouverture au public d'autres bâtiments, tels que la Willow Tea Rooms à Glasgow, ou encore à l’édification de projets que l’architecte n’a pas pu réaliser telle la Maison pour un amateur d'art.
Le rôle de sa femme, Margaret, est aussi à souligner. Elle l’influence énormément dans la conception des intérieurs. Mackintosh écrit à son sujet : « N'oublie pas que tu es pour la moitié sinon les trois quarts de toute mon œuvre… » Il aurait de même déclaré : « Margaret a du génie, je n'ai que du talent. »

## Réalisations architecturales
Ci-dessous sont recensés la plupart des édifices construits ou aménagés par Charles Rennie Mackintosh ayant une inscription aux monuments historiques en Écosse et en Angleterre.
- En Angleterre :
  - grade II : édifices d'intérêt spécial.

- The Lighthouse, siège du Herald, 1893 à 1895, classée catégorie A[71].
- Église paroissiale, Bridge of Allan, district de Stirling, Écosse, 1895, classée catégorie A[72].
- Martyrs' Public School, Glasgow, 1895 à 1897, classée catégorie A[73].
- Glasgow School of Art, Renfrew Street, Glasgow, 1897 à 1899, classée catégorie A[74].
- Queen's Cross Church, Garscube Road, Glasgow, 1897 à 1899, classée catégorie A[75].
- Ruchill Church Hall, Glasgow, 1898 à 1899, classé catégorie A[76].
- Maison Windy Hill, Rowantreehill Road, Kilmacolm, Écosse, 1899 à 1901, classée catégorie A[77].
- Anciens bureaux du Daily Record, Glasgow, 1900 à 1904, classés catégorie A[78].
- House for an Art Lover, Parc Bellahouston, Glasgow, Écosse, plans réalisés de 1900 à 1901, construite entre 1989 et 1996.
- Hill House, Helensburgh, Écosse, 1902 à 1904, classée catégorie A[79].
- Le Willow Tearooms, 116, 114 et 217 Sauchiehall Street, Glasgow, Écosse, salon de thé de Miss Cranston, 1903 à 1904, classé catégorie A[80].
- Scotland Street School Museum, Glasgow, 1903 à 1906, classé catégorie A[81].
- The Mackintosh House, initialement construite au 6 Florentine Terrace (1906) et reconstruite à l’Hunterian Art Gallery (1981), Glasgow, Écosse.
- Intérieurs du manoir Craigiehall, Glasgow. L’édifice est classé catégorie A.
- The Royal Highland Fusiliers Museum, Glasgow.
- 78 Derngate, Northampton, Angleterre, maison de Wenman J. Bassett-Lowke, classée Grade II*[82].
- 5 The Drive, Northampton, Angleterre, maison de F Jones. Brick (beau-frère de Basset-Lowke), classée grade II[83].

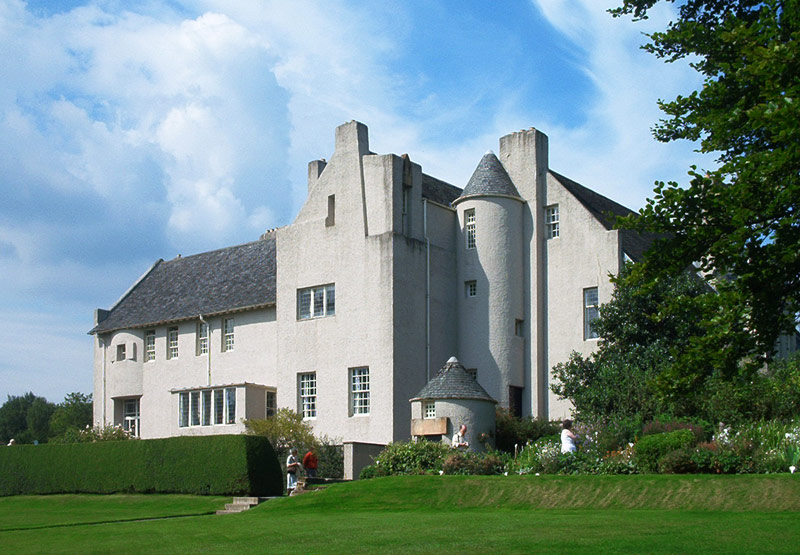
Hill House, Helensburgh.
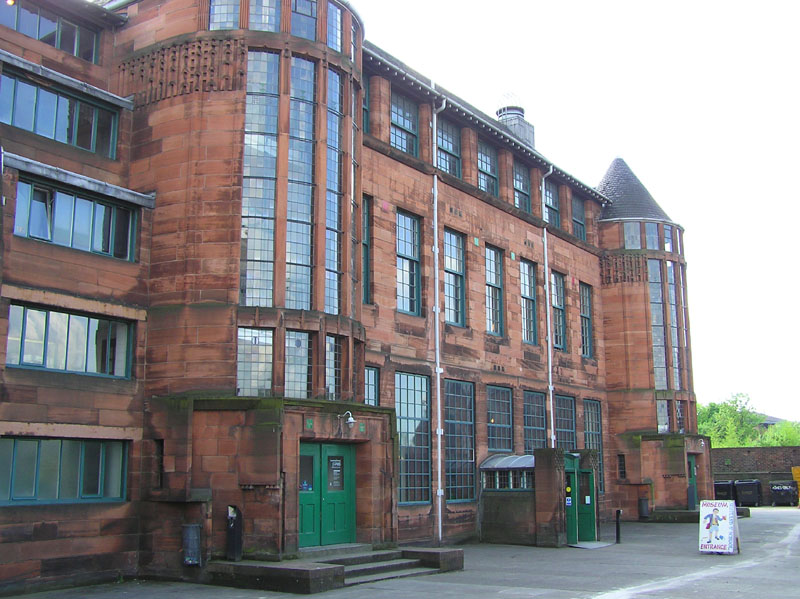
Scotland Street School à Glasgow.
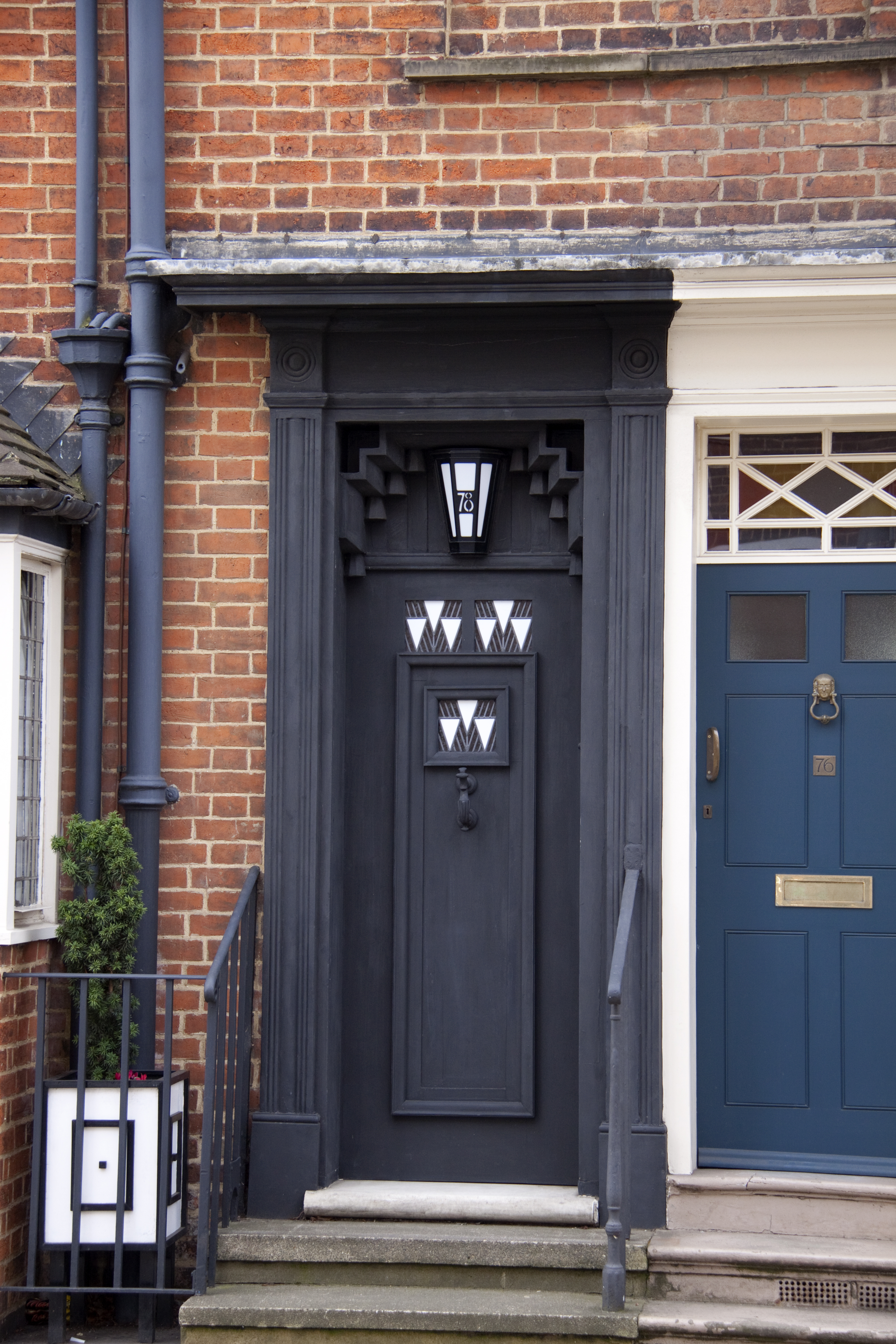
78 Derngate à Northampton.
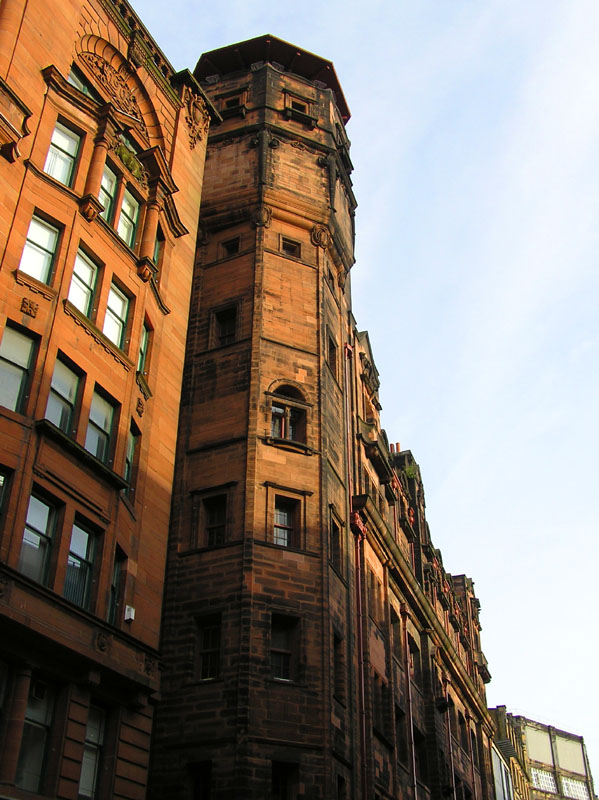
The Lighthouse, le bâtiment du Glasgow Herald.
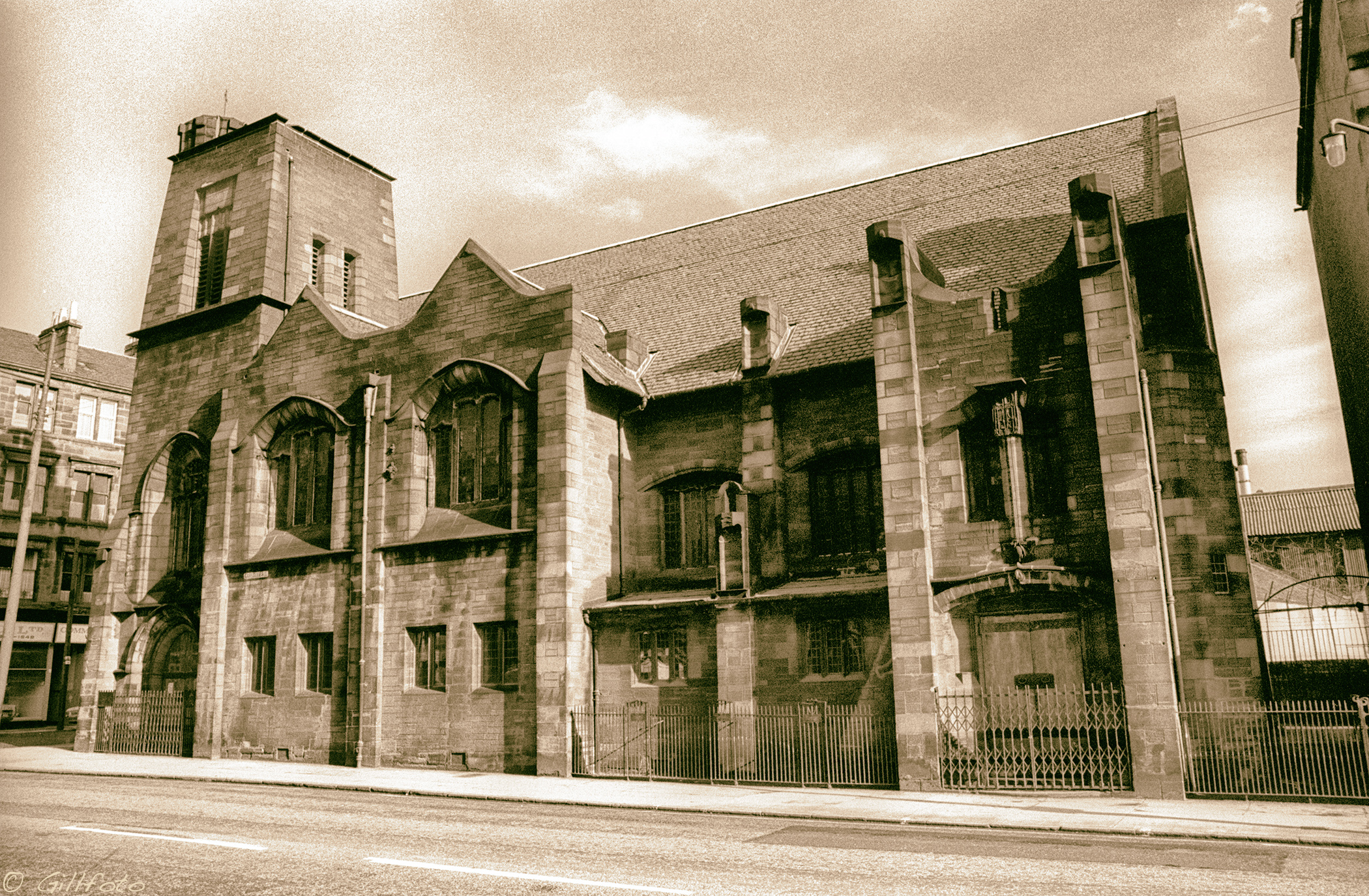
Queen's Cross Church de Glasgow.
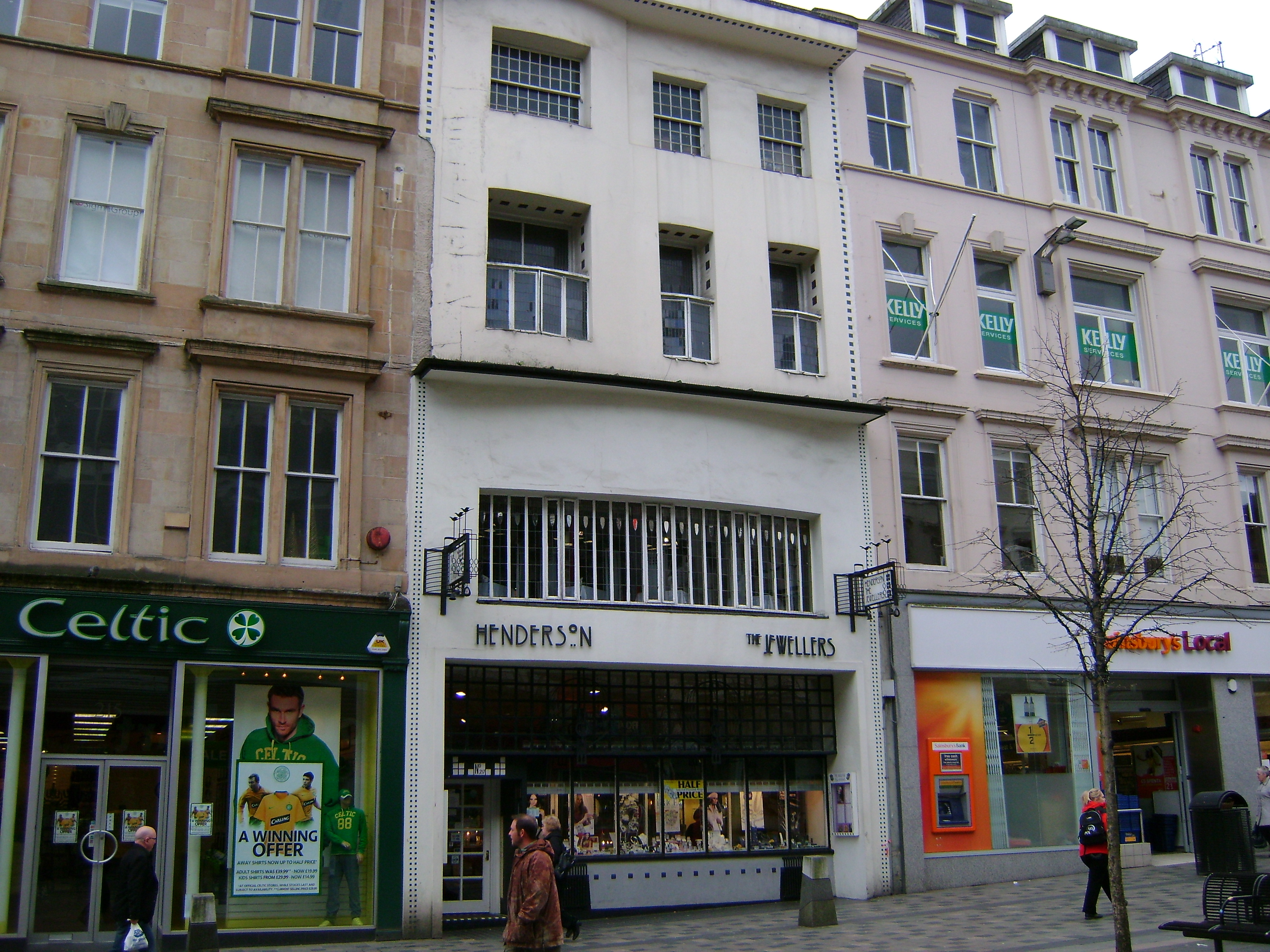
The Willow Rooms à Glasgow.
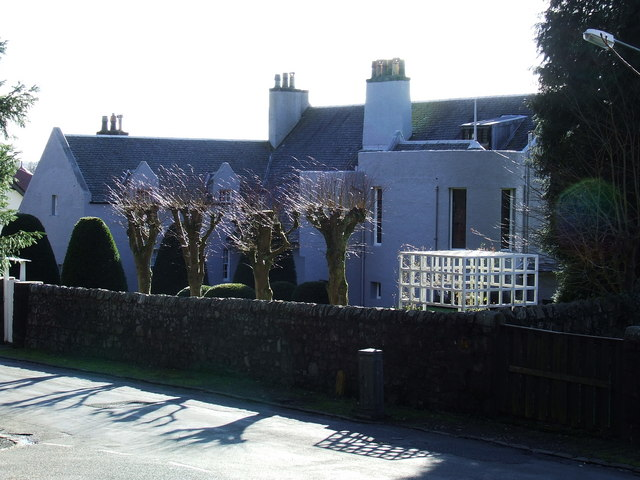
Maison Windy Hill à Kilmacolm.